# Betterton, Maryland
Betterton är en kommun (town) i Kent County i Maryland. Vid 2020 års folkräkning hade Betterton 286 invånare.